# Tour der französischen Rugby-Union-Nationalmannschaft nach Argentinien und Australien 2002
| Tour der Franzosen nach Argentinien und Australien 2002 | Tour der Franzosen nach Argentinien und Australien 2002 | Tour der Franzosen nach Argentinien und Australien 2002 | Tour der Franzosen nach Argentinien und Australien 2002 | Tour der Franzosen nach Argentinien und Australien 2002 |
| Übersicht                                               | S                                                       | G                                                       | U                                                       | N                                                       |
| ------------------------------------------------------- | ------------------------------------------------------- | ------------------------------------------------------- | ------------------------------------------------------- | ------------------------------------------------------- |
| Test Matches                                            | 3                                                       | 0                                                       | 0                                                       | 3                                                       |
| Sonstige Spiele                                         | 2                                                       | 0                                                       | 0                                                       | 2                                                       |
| Gesamt                                                  | 5                                                       | 0                                                       | 0                                                       | 5                                                       |
|                                                         |                                                         |                                                         |                                                         |                                                         |
| Argentinien                                             | 1                                                       | 0                                                       | 0                                                       | 1                                                       |
| Australien                                              | 2                                                       | 0                                                       | 0                                                       | 2                                                       |

Die Tour der französischen Rugby-Union-Nationalmannschaft nach Argentinien und Australien 2002 umfasste eine Reihe von Freundschaftsspielen der französischen Rugby-Union-Nationalmannschaft. Sie reiste im Juni 2002 durch Argentinien und Australien, wobei sie während dieser Zeit fünf Spiele bestritt. Darunter war ein Test Match gegen die argentinische und zwei weitere gegen die australische Nationalmannschaft. Hinzu kamen zwei Partien gegen die Reserve-Nationalmannschaft der Australier. Die Franzosen verloren sämtliche Spiele.

## Spielplan
- Hintergrundfarbe rot = Niederlage

(Test Matches sind grau unterlegt; Ergebnisse aus der Sicht Frankreichs)
| # | Datum         | Gegner       | Ort          | Stadion                 | Ergebnis |
| - | ------------- | ------------ | ------------ | ----------------------- | -------- |
| 1 | 15. Juni 2002 | Argentinien  | Buenos Aires | Estadio José Amalfitani | 27:28    |
| 2 | 18. Juni 2002 | Australien A | Adelaide     | Adelaide Oval           | 31:32    |
| 3 | 22. Juni 2002 | Australien   | Melbourne    | Docklands Stadium       | 17:29    |
| 4 | 26. Juni 2002 | Australien A | Gosford      | Central Coast Stadium   | 34:47    |
| 5 | 29. Juni 2002 | Australien   | Sydney       | Stadium Australia       | 25:31    |

## Test Matches
| 15. Juni 2002 | Argentinien                                                                                                 | 28 : 27       | Frankreich                                                                          | Estadio José Amalfitani, Buenos Aires Zuschauer: 35.000 Schiedsrichter: Peter Marshall (Australien) |
| 15. Juni 2002 | Versuche: Albanese Contepomi Méndez Erhöhungen: Contepomi (2) Straftritte: Contepomi (2) Dropgoals: Quesada | (6:6) Bericht | Versuche: Brusque Jeanjean Marsh Erhöhungen: Merceron (3) Straftritte: Merceron (2) | Estadio José Amalfitani, Buenos Aires Zuschauer: 35.000 Schiedsrichter: Peter Marshall (Australien) |

Aufstellungen:
- Argentinien: Diego Albanese, Rimas Álvarez Kairelis, Lisandro Arbizu , Gonzalo Camardón, Felipe Contepomi, Ignacio Corleto, Ignacio Fernández Lobbe, Omar Hasan, Gonzalo Longo, Rolando Martín, Federico Méndez, José Orengo, Santiago Phelan, Agustín Pichot, Mauricio Reggiardo 
 Auswechselspieler: Martín Durand, Roberto Grau, Mario Ledesma, Gonzalo Quesada
- Frankreich: Serge Betsen, Olivier Brouzet, Nicolas Brusque, Jean-Jacques Crenca, Raphaël Ibañez , Nicolas Jeanjean, Christian Labit, Olivier Magne, Tony Marsh, Gérald Merceron, Pierre Mignoni, Fabien Pelous, Jean-Baptiste Poux, Aurélien Rougerie, Damien Traille 
 Auswechselspieler: Olivier Azam, Sébastien Chabal, Sylvain Marconnet, Christophe Porcu

| 22. Juni 2002 19:00 AEST | Australien                                                            | 29 : 17        | Frankreich                                    | Docklands Stadium, Melbourne Zuschauer: 37.482 Schiedsrichter: Chris White (England) |
| 22. Juni 2002 19:00 AEST | Versuche: Larkham Latham Erhöhungen: Burke (2) Straftritte: Burke (5) | (23:9) Bericht | Versuche: Poux Straftritte: Gelez (3) Traille | Docklands Stadium, Melbourne Zuschauer: 37.482 Schiedsrichter: Chris White (England) |

Aufstellungen:
- Australien: Matt Burke, Owen Finegan, George Gregan , Justin Harrison, Dan Herbert, Toutai Kefu, Stephen Larkham, Chris Latham, Stirling Mortlock, Patricio Noriega, Jeremy Paul, Wendell Sailor, Nathan Sharpe, George Smith, Bill Young 
 Auswechselspieler: Brendan Cannon, Matt Cockbain, Elton Flatley, David Lyons, Rod Moore, Mat Rogers
- Frankreich: Olivier Azam, Serge Betsen, Pepito Elhorga, François Gelez, Imanol Harinordoquy, Nicolas Jeanjean, Olivier Magne, Sylvain Marconnet, Tony Marsh, Arnaud Martinez, Frédéric Michalak, Fabien Pelous , Christophe Porcu, Aurélien Rougerie, Damien Traille 
 Auswechselspieler: Olivier Brouzet, Yannick Jauzion, Raphaël Ibañez, Christian Labit, Jean-Baptiste Poux

| 29. Juni 2002 19:00 AEST | Australien                                                                                              | 31 : 25        | Frankreich                                                                          | Stadium Australia, Sydney Zuschauer: 64.703 Schiedsrichter: Paul Honiss (Neuseeland) |
| 29. Juni 2002 19:00 AEST | Versuche: Burke Herbert Mortlock (2) Erhöhungen: Mortlock Straftritte: Burke Mortlock Dropgoals: Gregan | (13:8) Bericht | Versuche: Marconnet Rougerie (2) Erhöhungen: Merceron (2) Straftritte: Merceron (2) | Stadium Australia, Sydney Zuschauer: 64.703 Schiedsrichter: Paul Honiss (Neuseeland) |

Aufstellungen:
- Australien: Matt Burke, Brendan Cannon, Owen Finegan, George Gregan , Justin Harrison, Dan Herbert, Stephen Larkham, Chris Latham, David Lyons, Stirling Mortlock, Patricio Noriega, Wendell Sailor, Nathan Sharpe, George Smith, Bill Young 
 Auswechselspieler: Matt Cockbain, Sean Hardman, Rod Moore, Dan Vickerman
- Frankreich: Serge Betsen, Olivier Brouzet, Nicolas Brusque, Sébastien Chabal, Jean-Jacques Crenca, Pepito Elhorga, Imanol Harinordoquy, Raphaël Ibañez , Sylvain Marconnet, Tony Marsh, Gérald Merceron, Frédéric Michalak, Fabien Pelous, Aurélien Rougerie, Damien Traille 
 Auswechselspieler: Cédric Heymans, Yannick Jauzion, Olivier Magne, Pierre Mignoni, Christophe Porcu, Jean-Baptiste Poux